# 스쿨 버라이어티 백점만점
《스쿨 버라이어티 백점만점》은 2010년 11월 27일부터 2011년 5월 28일까지 방송된 스쿨 버라이어티 전문 예능 프로그램이다. 《오! 마이 스쿨》이라는 제목으로 2010년 10월 30일에 파일럿이 방송되었다가, 2010년 11월 27일에 정규 편성되었다. KBS 드라마, KBS 조이에서 재방송을 하며, 공중파(KBS 2TV)에서는 본 방송을 한 그 다음 주 토요일에 재방송을 내보냈으나, 이후에는 재방송을 편성하지 않았다.

## 방송 시간
| 방송 채널        | 방송 기간                                                                                    | 방송 시간            |
| ---------------- | -------------------------------------------------------------------------------------------- | -------------------- |
| KBS 2TV (본방송) | 2010년 11월 27일                                                                             | 토요일 17:00 ~ 18:15 |
| KBS 2TV (본방송) | 2010년 10월 30일(파일럿) 2010년 12월 4일 ~ 2010년 12월 18일 2011년 1월 8일 ~ 2011년 2월 26일 | 토요일 17:15 ~ 18:30 |
| KBS 2TV (본방송) | 2010년 12월 25일                                                                             | 토요일 17:05 ~ 18:20 |
| KBS 2TV (본방송) | 2011년 1월 1일                                                                               | 토요일 17:05 ~ 18:30 |
| KBS 2TV (본방송) | 2011년 3월 5일 ~ 2011년 5월 28일                                                             | 토요일 17:10 ~ 18:30 |
| KBS 2TV (재방송) | 2010년 12월 4일 ~ 2010년 12월 18일                                                           | 토요일 11:35 ~ 12:45 |
| KBS 2TV (재방송) | 2010년 12월 25일                                                                             | 토요일 11:35 ~ 12:35 |
| KBS 2TV (재방송) | 2011년 1월 29일                                                                              | 토요일 12:25 ~ 13:35 |

## 출연자

### MC
- 박경림은 1회부터 22회까지 진행
- 박명수, 김태현, 김신영
  - 유세윤은 파일럿에 MC로 특별출연.
  - 김신영은 13회부터 MC로 영입.
  - 허준은 24~26회 MC로 특별출연.

### 오! 마이 스쿨
| 회차   | 방송일    | 출연자                                                                                    | 시청률 |
| ------ | --------- | ----------------------------------------------------------------------------------------- | ------ |
| 파일럿 | 10월 30일 | 사이먼 도미닉, 민호, 이홍기, 택연, 이현진, 산이, 정주리, 손은서, 효린, 김재경, 민, 차다혜 | 5.8%   |

### 스쿨 버라이어티 백점만점
| 회차    | 방송일    | 출연자 | 시청률    |
| ------- | --------- | --- | --------- |
| 제 1회  | 11월 27일 | 사이먼 도미닉, 민호, 이홍기, 은혁, 송중기, 이현진, 손은서, 서효림, 김재경, 민, 정소라, NS윤지                                          | 4.4%      |
| 제 2회  | 12월 4일  | 사이먼 도미닉, 이센스, 민호, 이석훈, 송재림, 손은서, 다니엘, 김재경, 민, 권유리, NS윤지, 김주리                                        | 4.7%      |
| 제 3회  | 12월 11일 | 사이먼 도미닉, 민호, 이홍기, 이태성, 최종훈, 송재림, 손은서, 김재경, 민, NS윤지, 전효성, 김주리                                        | 4.6%      |
| 제 4회  | 12월 18일 | 사이먼 도미닉, 민호, 이홍기, 이석훈, 이태성, 은혁, 손은서, 김재경, 민, 김주리, NS윤지, 전효성                                          | 4.2%      |
| 제 5회  | 12월 25일 | 사이먼 도미닉, 민호, 이홍기, 은혁, 최종훈, 이태성, 손은서, 김재경, 민, 김주리, NS윤지, 전효성, 김희철, 김경진, 려욱, Key, 상추, 김주형 | 5.3%      |
| 제 6회  | 1월 1일   | 사이먼 도미닉, 민호, 이홍기, 이석훈, 이태성, 은혁, 손은서, 김재경, 민, 김주리, 신소율, 방민아                                          | 4.8%      |
| 제 7회  | 1월 8일   | 사이먼 도미닉, 민호, 이홍기, 이석훈, 이태성, 은혁, 손은서, 김재경, 민, 김주리, 신소율, 방민아                                          | 3.2%      |
| 제 8회  | 1월 15일  | 사이먼 도미닉, 민호, 이홍기, 김경진, 이석훈, 양요섭, 소연, 김재경, 민, 김주리, 은지원, 김동완, 김태우, 간미연                          | 5.3% 4.9% |
| 제 9회  | 1월 22일  | 사이먼 도미닉, 민호, 이홍기, 김경진, 이석훈, 양요섭, 소연, 김재경, 민, 김주리, 은지원, 김동완, 김태우, 간미연                          | 5.3% 4.9% |
| 제 10회 | 1월 29일  | 사이먼 도미닉, 이홍기, 이석훈, 김경진, 김재경, 민, 김주리, 전효성, 하하, 박규리                                                        | 4.7%      |
| 제 11회 | 2월 5일   | 사이먼 도미닉, 민호, 이홍기, 김경진, 이준, 양요섭, 소연, 김재경, 민, 전효성                                                            | 4.7%      |
| 제 12회 | 2월 12일  | 사이먼 도미닉, 김경진, 이석훈, 이준, 찬성, 소연, 전효성, 민, 한석준, 박사임                                                            | 4.0%      |
| 제 13회 | 2월 19일  | 사이먼 도미닉, 천명훈, 김경진, 양요섭, 이석훈, 이준, 민, 소연, 박지연, 전효성                                                          | 5.0%      |
| 제 14회 | 2월 26일  | 사이먼 도미닉, 김현철, 김경진, 양요섭, 온유, 소연, 전효성, 민, 구잘 투르수노바                                                         | 4.9%      |
| 제 15회 | 3월 5일   | 사이먼 도미닉, 천명훈, 손호영, 현우, 이준, 정진운, 소연, 전효성, 민, 김민지                                                            | 4.5%      |
| 제 16회 | 3월 12일  | 사이먼 도미닉, 천명훈, 이준, 양요섭, 이기광, 간미연, 소연, 전효성, 민, 김민지                                                          | 3.9%      |
| 제 17회 | 3월 19일  | 사이먼 도미닉, 천명훈, 이준, 양요섭, 남희석, 김종민, 소연, 함은정, 민, G.NA                                                            | 4.8%      |
| 제 18회 | 3월 26일  | 사이먼 도미닉, 천명훈, 양요섭, 다니엘, 데니안, 심은진, 소연, 한선화, 수지, G.NA                                                        | 4.8%      |
| 제 19회 | 4월 2일   | 사이먼 도미닉, 천명훈, 이준, 양요섭, 설운도, 박상철, 시완, 소연, 전효성, 민, 황광희                                                    | 6.5%      |
| 제 20회 | 4월 9일   | 은지원, 브라이언, 천명훈, 이준, 양요섭, 이기광, 소연, 전효성, 민, 길미                                                                 | 3.3%      |
| 제 21회 | 4월 16일  | 사이먼 도미닉, 김영철, 천명훈, 이준, 양요섭, 이기광, 하춘화, 소연, 전효성, 민                                                          | 3.4%      |
| 제 22회 | 4월 23일  | 사이먼 도미닉, 허경환, 천명훈, 이준, 양요섭, 이기광, 소연, 전효성, 민, 설리                                                            | 3.4%      |
| 제 23회 | 4월 30일  | 전국 아이돌 체전 1부 | 4.5%      |
| 제 24회 | 5월 7일   | 전국 아이돌 체전 2부 | 4.9%      |
| 제 25회 | 5월 14일  | 전국 아이돌 체전 3부 | 3.4%      |
| 제 26회 | 5월 21일  | 전국 아이돌 체전 4부 | 4.5%      |
| 제 27회 | 5월 28일  | 전국 아이돌 체전 5부 | 3.7%      |

### 전국 아이돌 체전
| 회차 | 방송일   | 중계 (MC)                               | 출연자                                                                            | 출연자                                                                    | 출연자                                                            | 출연자                                                                                 | 출연자                                                                    | 출연자                                                      |
| ---- | -------- | --------------------------------------- | --------------------------------------------------------------------------------- | ------------------------------------------------------------------------- | ----------------------------------------------------------------- | -------------------------------------------------------------------------------------- | ------------------------------------------------------------------------- | ----------------------------------------------------------- |
| 23회 | 4월 30일 | 박명수, 김태현, 이광용 / 김신영, 박수미 | 서울 이준, 김상혁, 김용준, 양요섭, 천명훈, 박지연, 권소현, 김현아, 세리           | 경기 광희, 승호, 캡, 김은정, 다솜, 효린, 벤, 수이, 정하나                 | 강원, 충청 김경진, 니엘, 손동운, 지수, 전효성, 남지현, 아지, 해금 | 경상 사이먼 도미닉, 김동준, 임시완, 서인국, 영원, 재효, 소연, 은영, 하주연             | 전라, 제주 이기광, 이현, 정희철, 보라, , 소유, 비키, 수빈, 홍진영         | 국외 다니엘, 천둥, 민, 팀, NS윤지                           |
| 24회 | 5월 7일  | 박명수, 김태현, 허준 김신영             | 서울 이준, 김상혁, 고영욱, 김형준, 양요섭, 김재경, 조현영, 소리, 손나은           | 경기 유권, 승호, 이정신, 장동우, 김은정, 다솜, 효린, 혜원                 | 강원, 충청 예성, 김준, 남우현, 전효성, 송지은, 박초롱, 해금       | 경상 사이먼 도미닉, 서인국, 임시완, 재효, 호야, 소연, 한선화, 은교, 은영, 정은지       | 전라, 제주 이현, 노유민, L, 이성종, 수지, 화영, 고우리, 보라, 소유        | 국외 천둥, 케빈, 팀, 민, NS윤지, 하주연                     |
| 25회 | 5월 14일 | 박명수, 김태현, 허준 김신영             | 서울 양요섭, 김상혁, 최민환, 최종훈, 이태민, 소리, 오승아, 정윤혜, 시아           | 경기 이정신, 수현, 훈, 이재진, 장동우, 방민아, 박가을, 수이, 윤보미, 혜원 | 강원, 충청 예성, 남우현, 송승현, 지수, 박초롱, 아지, 지해, 해금   | 경상 사이먼 도미닉, 서인국, 영원, 재효, 호야, 곽현화, 소연, 소진, 은영, 정은지         | 전라, 제주 이현, 김성규, 엘, 천명훈, 노을, 비키, 수빈, 효영               | 국외 다니엘, 동호, 이루, 민, 조이, 혜란                     |
| 26회 | 5월 21일 | 박명수, 김태현, 허준 김신영             | 서울 양요섭, 이준, 이태민, 고영욱, 김상혁, 천명훈, 박지연, 전보람, 김현아, 권소현 | 경기 황광희, 장동우, 진온, 천지, 훈, 방민아, 정아, 김은정, 윤보미         | 강원, 충청 김민교, 남우현, 니엘, 지수, 나나, 해금, 지해, 박초롱   | 경상 사이먼 도미닉, 김동준, 임시완, 민우, 재효, 호야, 소연, 레이나, 은영, 유라, 정은지 | 전라, 제주 이현, 엘, 이성종, 공찬, 바로, 화영, 박세미, 티애               | 국외 다니엘, 일라이, 이혁, 조빈, 민, NS윤지, 하주연         |
| 27회 | 5월 28일 | 박명수, 김태현, 김신영                  | 서울 양요섭, 이준, 김상혁, 천명훈, 장인태, 박지연, 큐리, 송지은, 오하영, 홍유경   | 경기 황광희, 장동우, 진온, 천지, 선웅, 정하나, 김은정, 수이, 윤보미, 혜원 | 강원, 충청 김민교, 남우현, 니엘, 성용, 전효성, 해금, 아지, 박초롱 | 경상 사이먼 도미닉, 김동준, 임시완, 서인국, 재효, 소연, 한선화, 곽현화, 김단아         | 전라, 제주 이현, 엘, 성규, 성종, 바로, 공찬, 화영, 수빈, 비키, 효영, 티애 | 국외 브라이언, 다니엘, 케빈, 민, NS윤지, G.NA, 하주연, 조이 |

## 같이 보기
- 무확행 (SBS TV)